# Pariser Observatorium

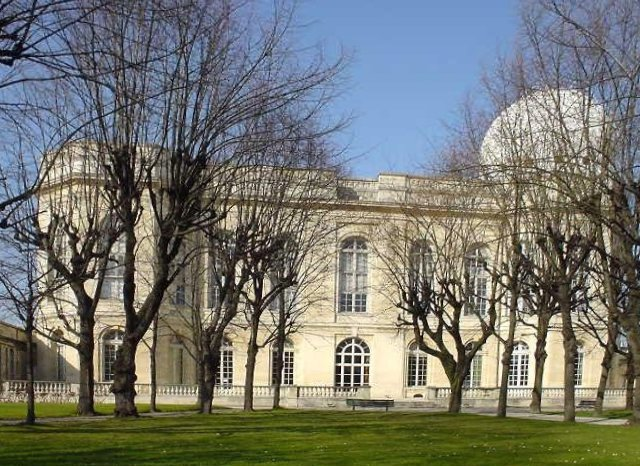
Pariser Observatorium

Das Pariser Observatorium (französisch Observatoire de Paris) wurde 1667 von Ludwig XIV. gegründet und gehört seit dem 17. Jahrhundert zu den renommiertesten Forschungsstätten der Astronomie. Es steht in Paris in der Avenue de l’Observatoire. Heute hat es zwei Außenstellen in Meudon und Nançay und beschäftigt insgesamt rund 1000 Mitarbeiter (davon ca. 400 freie Mitarbeiter).

## Geschichte
Das Observatorium wurde auf dem Meridian von Paris errichtet, der am 21. Juni 1667, dem Tag der Sommersonnenwende, von Adrien Auzout, Jacques Buot, Bernard Frénicle de Bessy, Jean Picard und Jean Richer, Mathematikern und Astronomen der Académie Royale des Sciences, durch eine Markierung auf einem Stein festgelegt wurde. Die Architektur des Hauptgebäudes wurde von Claude Perrault konzipiert und 1671 abgeschlossen. Das Pariser Observatorium ist die größte astronomische Forschungseinrichtung Frankreichs und eine der bedeutendsten der Welt. Sie ist in fünf Departments und verschiedene weitere Untereinheiten unterteilt und gehört zum Geschäftsbereich des französischen Ministeriums für Erziehung und Forschung. Unter dem Direktor Henri-Alexandre Deslandres fusionierte sie 1926 mit dem Observatorium Meudon.
Die ersten Direktoren waren Giovanni Domenico Cassini (Cassini I), Jacques Cassini (Cassini II), César François Cassini de Thury (Cassini III) und Jean Dominique Comte de Cassini (Cassini IV), die das Amt in ununterbrochener Reihenfolge von Vater zu Sohn bis zur Französischen Revolution bekleideten. Im Laufe der Zeit waren viele der Pariser Astronomen Mitglied der weltweit führenden Pariser Akademie.
Das große, um 1870 gebaute Spiegelteleskop war durch seine Bauweise und seine günstig zugängliche Montierung – an sie wurde eine maschinelle Wendeltreppe angebaut – eines der besten Instrumente seiner Zeit.
Unter anderem erzielte die Sternwarte eine bis dahin unerreichte Schärfe bei der neuen fotografischen Technik – insbesondere bei Aufnahmen des Erdmondes – und gab den berühmten Pariser Mondatlas heraus.
In der Erdmessung und Geophysik kooperierte das Observatorium mit anderen Instituten und nahm an fast allen wichtigen Gradmessungen teil.

## Außenstellen

Kuppel des Teleskops auf dem ehemaligen Schloss Meudon

Das Observatorium Meudon wurde 1875 gegründet und 1926 dem Observatorium Paris angegliedert. Als Beobachtungsstelle diente das ehemalige Schloss Meudon, das mit einer großen Kuppel zur Aufnahme eines Teleskops versehen wurde. Es beherbergt eines der größten Linsenfernrohre, ein Doppelrefraktor mit Öffnungen von 82 cm und 63 cm, welches 1893 installiert wurde.
1965 wurde auf einem zur Sternwarte gehörenden Gelände in Meudon der Sonnenbeobachtungsturm Meudon errichtet.
Das Radioteleskop Nançay in der kleinen Gemeinde Nançay im Département Cher wurde 1953 errichtet.